# Club Deportivo Cuenca (Valencia)
El Club Deportivo Cuenca Mestallistes 1925 es un club de fútbol de la ciudad de Valencia. Fundado en 1925 por Vicente Blas Micó, funcionó como filial extraoficial del Valencia entre 1933 y 1944, año en que se convirtió en el Club Deportivo Mestalla. En 1949 recuperó su independencia y pasó a disputar las competiciones de Adheridos de la Federación Valenciana de Fútbol. Desde 2020 es un club de accionariado popular, dirigido por sus socios y socias. En 2023 fue distinguido con el Premio al Mérito Deportivo por el Ayuntamiento de Valencia .

## Historia
El Club Deportivo Cuenca fue constituido por un grupo de niños dirigidos por Vicente Blas Micó el 22 de mayo de 1925 en la calle del mismo nombre en el barrio de Arrancapins de Valencia . El 9 de noviembre de 1933 fue inscrito en el Gobierno Civil y sus estatutos quedaron aprobados el 18 de ese mismo mes. Entre 1933 y 1944, dirigido por Leopoldo Costa, funcionó como filial extraoficial del Valencia Club de Fútbol. Contaba con campo propio, el famoso Campo del Cuenca, donde no solo jugaba el Cuenca, sino varios equipos más de la zona y, puntualmente, los conjuntos amateur e infantil del Valencia Club de Fútbol. En la temporada 1943-44 obtuvo el Campeonato Regional de Adheridos. El 12 de julio de 1944 se convirtió en filial oficial el Valencia bajo el nombre de Club Deportivo Mestalla. 
En 1949, Miguel Balbastre y Vicente Blas reimpulsaron al equipo, al que reinscribieron en la categoría de Adheridos de la Federación Valenciana de Fútbol. Esa misma temporada, el Cuenca logró el campeonato de Aficionados Adheridos de la mano de una plantilla en la que destacaba el futuro Pichichi de Primera División Ricardo Alós.
En la temporada 1953-54, el club alcanzó el campeonato de Aficionados Adheridos y el campeonato Regional de Adheridos, lo que le consagró como uno de los mejores equipos del fútbol modesto valenciano.
En 1975, el Cuenca celebró sus Bodas de Oro con la presencia de Miguel Monleón, presidente de la Federación Valenciana de Fútbol. Como parte de los festejos por el cincuentenario de la fundación del club, el primer equipo se enfrentó al Club Deportivo Mestalla, mientras que el conjunto de veteranos jugó contra el equipo de veteranos del Valencia Club de Fútbol.
En 1985, el equipo se integró definitivamente en las categorías regionales de la Federación Valenciana de Fútbol. Logró ascensos a Primera Regional en las campañas 1997-98, 2001-02 y 2020-21 y a Lliga Segunda FFCV en 2024-25. El equipo amateur femenino obtuvo el ascenso a Primera Regional Valenta en la temporada 2022-23.

### Actualidad
En verano de 2020 fue transformado en club de accionariado popular y, por voluntad de sus socios, modificó su nombre por el de C.D. Cuenca-Mestallistes 1925, un doble guiño a su antigua condición de filial del Valencia y al año de su fundación. Actualmente cuenta con un equipo amateur masculino y un amateur femenino que militan, respectivamente, en Lliga Segona FFCV y Segunda Regional Valenta.

### Jugadores destacados
Entre los jugadores más destacados de la historia del club hallamos a Leopoldo Costa "Rino", Vicente Seguí García, Pepín Casas y Ricardo Alós.  Asimismo, fueron jugadores y directivos del club Vicente Peris Lozar (con posterioridad, secretario general y gerente del Valencia) y Pedro Cortés García, presidente en dos ocasiones del Valencia.

## Palmarés
- Campeonato de Aficionados Adheridos (1943-44)
- Campeonato Regional de Adheridos (1943-44)
- Campeonato de Aficionados Adheridos (1949-50)
- Campeonato de Aficionados Adheridos (1953-54)
- Campeonato Regional de Adheridos (1953-54)
- Campeonato de Segunda Regional (1997-98)